# Mademoiselle (1966)
Mademoiselle is een Frans-Britse dramafilm uit 1966 onder regie van Tony Richardson.

## Verhaal
In een rustig Frans plattelandsdorpje woont een seksueel gefrustreerde onderwijzeres. In de zomermaanden komen er Italiaanse houthakkers naar het dorpje. Tussen die seizoensarbeiders bevindt zich ook de knappe Manou, die zij wil verleiden.

## Rolverdeling
| Acteur          | Personage    |
| --------------- | ------------ |
| Jeanne Moreau   | Mademoiselle |
| Ettore Manni    | Manou        |
| Keith Skinner   | Bruno        |
| Umberto Orsini  | Antonio      |
| Georges Aubert  | René         |
| Jane Beretta    | Annette      |
| Paul Barge      | Politieagent |
| Pierre Collet   | Marcel       |
| Gérard Darrieu  | Boulet       |
| Jean Gras       | Roger        |
| Gabriel Gobin   | Brigadier    |
| Rosine Luguet   | Lisa         |
| Antoine Marin   | Armand       |
| Georges Douking | Priester     |
| Jacques Monod   | Burgemeester |